# 陶欽夔
陶欽夔（1500年—？年），字伯諧，號鏡峯，江西九江府彭澤縣人，明朝政治人物。

## 生平
嘉靖元年（1522年）壬午科江西鄉試第四十六名，十一年（1532年）壬辰科會試第一百七十三名，第三甲第一百四十二名進士。都察院觀政，初授大理寺評事，十三年十二月改浙江道监察御史，巡按河南。二十二年十月，陞山東按察司副使，二十三年丁父忧归。起补湖廣副使，太仓兵备，升右参政，历襄阳、辰沅，五溪蛮反，钦夔用计擒其酋龙许保，馀党悉平。升湖广按察使，三十二年八月升河南右布政使，三十三年十二月因病告归，因不候命即归，被弹劾其擅离官守，因及在任不法状，诏革职闲住，终于家。

## 家族
曾祖陶榮；祖陶焯，醫學訓科；父陶埜（1471年-1544年），字仲文，别號杏垣、醒翁，醫學訓科，敕封監察御史；母宋氏；繼母劉氏。具慶下，妻徐氏，繼妻畢氏；兄欽民（貢士）；欽時（醫生），弟欽中（監生）；欽臯，子于校；于序。